# Vaccinium japonicum
Vaccinium japonicum là một loài thực vật có hoa trong họ Thạch nam. Loài này được Miq. miêu tả khoa học đầu tiên năm 1863.

## Hình ảnh

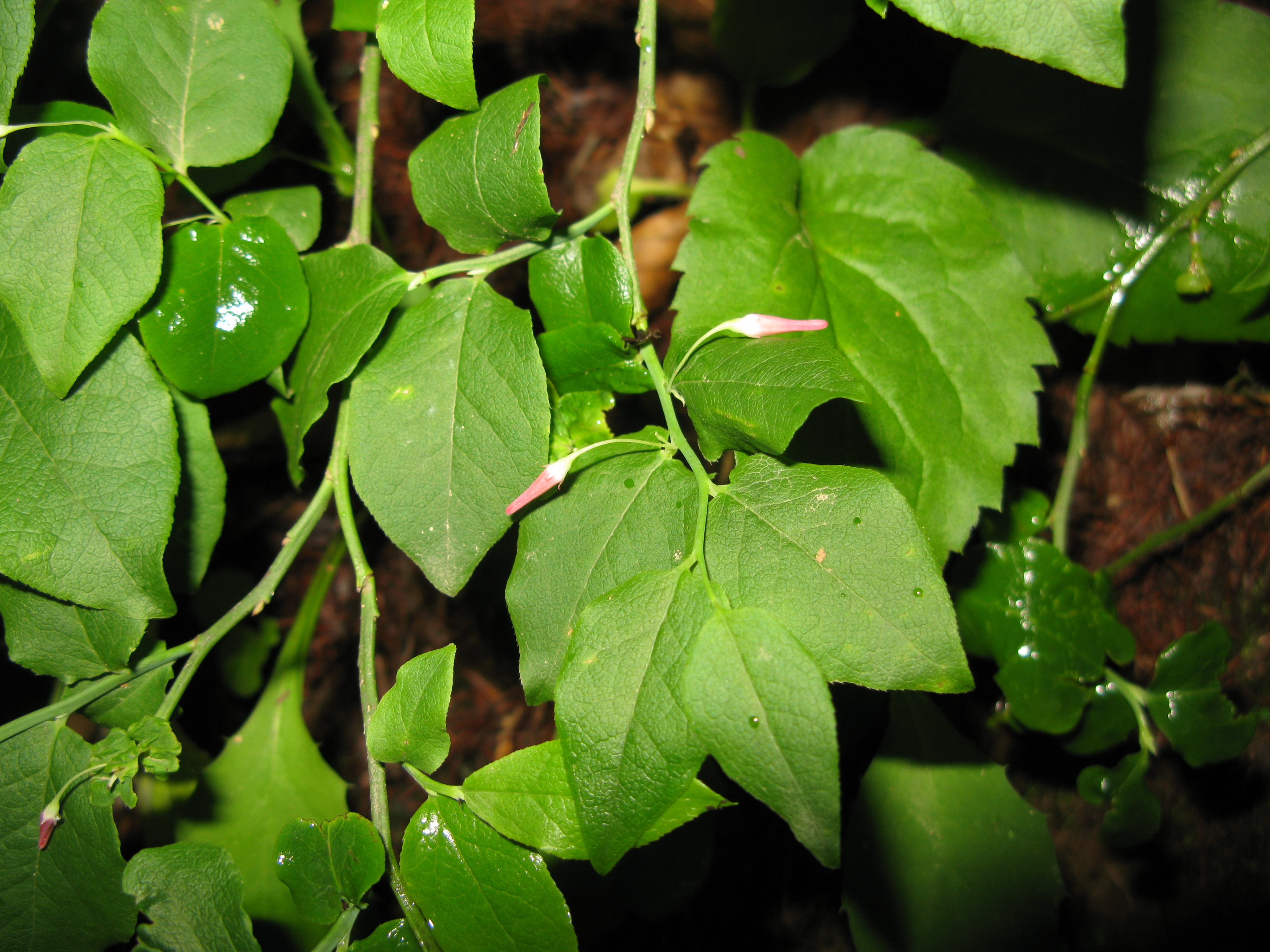